# Estação Dom José
A Estação Dom José e uma estação de VLT (Veiculo Leve Sobre Trilhos) pertencente a Linha Sul do VLT de Sobral. Se localiza na Avenida Pericentral, S/N, próximo à Estação da FTLSA, no bairro Dom José.

## Características
Pensando em um menor impacto do meio ambiente o projeto da estação contempla materiais ecoeficientes, que ajudam na ventilação permitindo maior conforto térmico em uma cidade conhecida por seu clima quente e abafado. Portas automáticas possibilitam maior fluidez no embarque e desembarque além de garantir mais segurança aos usuários, lampadas inteligentes que são acionadas de acordo com a luminosidade natural também fazem parte do pacote de tecnologias presentes para uma maior eficiência do sistema.